# Nathan Asch
Nathan Asch (* 10. Juli 1902 in Warschau; † 23. Dezember 1964 in San Francisco) war ein polnisch-amerikanischer Schriftsteller jüdischer Herkunft. Sein Vater war der berühmte jiddische Schriftsteller Schalom Asch.

## Leben
Die Familie Asch zog 1912 nach Paris und wanderte drei Jahre später in die Vereinigten Staaten von Amerika aus. Sie lebte im ländlichen Staten Island, im Staat New York. Nathan Ash studierte an der Syracuse University und der Columbia University in New York. Er arbeitete als Börsenmakler und kehrte 1923 nach Europa, nach Paris, zurück. Dort lernte er Ernest Hemingway kennen, der ihn ganz uncharakteristisch unterstützte. Drei Erzählungen Aschs erschienen in der Zeitschrift transatlantic review (1924), die Ford Madox Ford mit Hilfe von Ezra Pound und Hemingway herausgab. Deutsche Übersetzungen erschienen in Der Querschnitt (Marc Kranz, 1925), die Erzählungen Tod eines Helden, Im stillen Thal 1931 in der Neuen Rundschau, seine Romane erschienen in angesehenen Verlagen. Klaus Mann druckte Asch-Texte in seiner Zeitschrift Sammlung ab, die Prager Europäischen Hefte den Essay: Rooseveltismus aus der Nähe (2. Jg., Nr. 2/3, 18. Jan. 1935), ein Buch erschien im selben Jahr im Budapester Biblos-Verlag. Alle Romanübersetzungen stammen von der bekannten kommunistischen Schriftstellerin Hermynia zur Mühlen. 1926 ging Asch mit Frau und Kind in die USA zurück. In den 1930er Jahren arbeitete er in Hollywood als Filmautor für Paramount Pictures, er hatte auch Kontakt zur Film and Photo League. Er wurde in der Zeit des New Deal von der Works Progress Administration beschäftigt.
Die meisten seiner Romane fielen (wie Bücher seines Vaters) in Deutschland der Bücherverbrennung am 10. Mai 1933 zum Opfer. In Amerika erschien sein letzter Roman 1937. Seine Geschichten wurden aber von führenden Zeitschriften wie dem The New Yorker, New Republic, Commentary, Yale Review, Viginia Quarterly Review veröffentlicht.

## Werke (Auswahl)
- The Office. Harcourt, Brace, New York 1925. Deutsch: Als die Firma verkrachte. Rütten & Loening, Frankfurt am Main 1929. Übersetzung Hermynia Zur Mühlen.
- Love in Chartres. A. & C. Boni, New York 1927. Deutsch: Liebe in Chartes Rütten & Loening, Frankfurt am Main, 1930.
- Pay Day. Brewer & Warren, New York, 1930. Deutsch: Der 22. August. Rowohlt, Berlin 1930.
- The Valley. Macmillan, New York 1935. Deutsch: Das Tal. Biblos, Budapest 1935.
- The Road: In Search of America. Norton, New York 1937.
- The Nineteen-Twenties: An Interior. In: The Paris Review, Nr. 6, Summer 1954. (Auszug aus dem unveröffentlichten Roman Paris Was Home).
- My Father and I. In: Commentary, Bd. 39, Januar 1965, S. 55–65.